# Francisco Javier Cerro
Francisco Javier Cerro (Santiago del Estero, Argentina; 9 de febrero de 1988) es un futbolista argentino. Juega de centrocampista en el Montevideo Wanderers F.C. de la Primera División de Uruguay .

## Trayectoria

### Inferiores
Se inició como futbolista amateur en su provincia natal jugando en las divisiones infantiles del Club de Abogados. Y continuaría su formación deportiva, ya como adolescente, en Central Córdoba de Santiago del Estero.
Por aquel entonces Francisco se desempeñaba como volante de creación ("enganche" en el lunfardo argentino). Y es así como un día César Luis Menotti lo vio en un partido y decidió ficharlo para el club Quilmes.

### Quilmes AC
Comienza su carrera como futbolista profesional. Llega a la institución con 17 años para la quinta división. 
Es promovido a primera división por Alberto Pascutti. Comenzó a asentarse en el equipo titular actuando como mediocampista central. Marcó su primer gol en Primera División, vistiendo la camiseta del "Cervecero", el 21 de noviembre de 2010, en el empate 1:1 ante Racing Club. Su último partido en Quilmes fue el 18 de junio de 2011 ante Olimpo, el partido terminaría en victoria de Olimpo 1-0.

### Vélez Sarsfield
En agosto de 2011 fue confirmado su pase a Vélez Sarsfield, como primer refuerzo de dicho club para la temporada 2011-12, a préstamo por un año.
Durante su primera temporada como jugador del "Fortín", "Pancho", tuvo una actuación muy buena lo que le hizo que le ganara el puesto a una gran promesa juvenil como el jugador Héctor Canteros y el club adquiriera el 50% de su pase.
Por la temporada 2011-12, marcó su único un gol con la "V" Azulada frente a San Martín de San Juan, en la cuarta fecha del Torneo Inicial 2012.
El 2 de diciembre de 2012 se consagraría campeón del Torneo Inicial 2012 con Vélez al ganarle 2-0 a Unión de Santa Fe por la fecha 18. 
También se coronó en la final del Campeonato Primera División 2012-13, partido efectuado el 29 de junio de 2013 en el estadio Malvinas Argentinas, de la ciudad de Mendoza,y que terminó venciendo por 1 a 0 al Club Atlético Newell's Old Boys. 
Si bien no participó en el encuentro, conformó parte del plantel que se consagraría campeón de la Supercopa Argentina 2013 ante Arsenal Fútbol Club, el 31 de enero de 2014 en el Estadio Provincial Juan Gilberto Funes, de la Ciudad de La Punta, en la provincia de San Luis.

### Racing Club
Luego de arduas negociaciones, el 5 de febrero de 2014 es confirmado como nuevo refuerzo del Racing Club, tras la compra del 90% de su pase. El 15 de febrero hace su debut oficial con la casaca albiceleste, en la derrota por 1 a 0 ante San Lorenzo en el nuevo Gasómetro, entrando en el entretiempo sustituyendo a José Luis Gómez.

### Defensa y Justicia
Luego de su paso por el Rayo Vallecano, el 30 de julio de 2018 es confirmado como nuevo refuerzo de Defensa y Justicia, tras llegar con el pase en su poder, donde firmó contrato por un año, equipo que actualmente está jugando la Copa Sudamericana.

### Central Córdoba (SdE)
Debido a la necesidad y requerimiento del jugador, el santiagueño decide resignar la renovación con Defensa y Justicia y retornar a su tierra natal. El 23 de agosto de 2020 es confirmado como nuevo refuerzo de Club Atlético Central Córdoba para competir por la Superliga Argentina.

### Aldosivi
El 7 de junio del 2021 Francisco Cerro a sus 33 años es transferido y presentado como primer refuerzo oficializado del Club Atlético Aldosivi de Mar del Plata, de cara a la próxima temporada de la Liga Profesional de Fútbol.

## Selección nacional
Fue convocado por primera vez a la selección argentina, por el DT Alejandro Sabella, para jugar un partido amistoso contra la Selección de Brasil correspondiente al Superclásico de las Américas, en Buenos Aires, el 21 de noviembre de 2012. Debutó con la selección ingresando en el segundo tiempo, Argentina ganaría el partido 2-1 pero Brasil se llevaría la copa por penales. El partido se disputó en el Estadio Alberto J. Armando (La Bombonera).Nuevamente fue convocado por Alejandro Sabella para afrontar un encuentro amistoso contra Italia.

## Clubes
Actualizado al 26 de agosto del 2021
| Club                  | País      | Año           | Partidos | Goles |
| --------------------- | --------- | ------------- | -------- | ----- |
| Quilmes               | Argentina | 2008-2011     | 72       | 2     |
| Vélez Sarsfield       | Argentina | 2011-2013     | 83       | 1     |
| Racing Club           | Argentina | 2014-2017     | 85       | 0     |
| Rayo Vallecano        | España    | 2017-2018     | 8        | 0     |
| Defensa y Justicia    | Argentina | 2018-2020     | 8        | 0     |
| Central Córdoba (SdE) | Argentina | 2020-2021     | 13       | 0     |
| Aldosivi              | Argentina | 2021-2022     | 7        | 1     |
| Montevideo Wanderers  | Uruguay   | 2023-presente | 14       | 1     |

## Palmarés

### Campeonatos nacionales
| Título                         | Club            | Sede      | Año     |
| ------------------------------ | --------------- | --------- | ------- |
| Campeonato de Primera División | Vélez Sarsfield | Argentina | I-2012  |
| Campeonato de Primera División | Vélez Sarsfield | Argentina | 2012/13 |
| Supercopa Argentina            | Vélez Sarsfield | Argentina | 2013    |
| Campeonato de Primera División | Racing Club     | Argentina | 2014    |